# Contraction Act
Le Contraction Act est une loi votée en 1865 par Congrès des États-Unis pour lutter contre l'inflation causée par la guerre de Sécession, qui a profondément marqué l'histoire monétaire et économique des États-Unis.

## Histoire
Lors de la guerre de Sécession, le budget des États-Unis est privé des recettes fiscales des régions du sud du pays, qui ont fait sécession, et grevé par les lourdes dépenses militaires occasionnées par la guerre. Pour y faire face, le gouvernement lance en 1861 deux émissions obligataires de 50 millions de dollars chacune, organisées par des banques privées, dont celle . La demande pour ces titres rapportant un taux d'intérêt de 7,3 % n'est pas jugée suffisante pour lancer une troisième émission obligataire. La crainte que les billets de banque soient dévalorisés par le recours à la planche à billet se diffuse dans le pays et les banques de New York  sont contraintes d'en convertir en or pour leurs clients. Le 30 décembre, elles décident de suspendre cette convertibilité. Les banques des autres États, puis l'État fédéral leur emboîtent le pas. 
Pour faire face à cette situation délicate, le Secrétaire du Trésor des États-Unis Salmon P. Chase invente un système où les billets de banque sont désormais convertibles non plus en or mais en bons du Trésor américain. Après des réticences, le congrès vote une loi qui autorise la création de 150 millions de dollars de ces billets, puis deux autres, en juin 1862 et janvier 1863. À la fin de la guerre, il en aura été créé pour un total de 450 millions de dollars. La confiance du public dans ces billets ne sera que très relative : en 1864, les dollars circulant sous forme de monnaie en or valaient en moyenne 1,85 fois les dollars émis sous forme de billets de banque. Les seconds étaient populaires dans l'Ouest, car synonymes d'une économie tournée vers la croissance et l'expansion. L'inflation très forte de la Guerre de Sécession avait permis en particulier d'effacer les dettes des fermiers et des petits entrepreneurs sans fortune. 
La conséquence de cette politique fut de renforcer la tendance à instaurer l'étalon-or, sur fond de spéculation sur le métal fin. Ainsi, le cours de l'argent par rapport à l'or sera divisé par deux entre 1866 et 1900. déclenchant une grave crise minière sur le Comstock Lode en 1875, qui entraîne la faillite de la Bank of California. 
Dès 1865, le nouveau Secrétaire du Trésor des États-Unis, Hugh McCulloch décide une politique monétariste. Il obtient du congrès une politique prenant à contre-pied celle de son prédécesseur.
Le Contraction Act prévoit le retrait de 10 millions de dollars de billets en six mois, puis de 4 millions de dollars par mois, ce qui se traduit au total par une contraction monétaire de 44 millions de dollars et une récession dès 1867. Très impopulaire, cette crise économique amène la première fédération syndicale de l'histoire des États-Unis, la National Labor Union à réclamer en 1870 un agenda politique incluant la lutte contre la déflation, ce qui se traduit par la création quatre ans plus tard du National Greenback Labor Party, qui réunit d'abord les agriculteurs, puis les ouvriers.